# 선도해
선도해(先道解, ?~?)는 고구려의 관료이다.

## 생애
642년, 신라의 김춘추가 백제를 치기 위해 고구려에 원병을 청하는 사신으로 왔다가 오히려 갇히는 몸이 되었는데, 이때 선도해가 김춘추에게 뇌물을 받고 그가 풀려나도록 도움을 주었다.

## 선도해가 등장하는 작품
- 《삼국기》(KBS, 1992년~1993년, 배우:박영목)
- 《연개소문》(SBS, 2006년~2007년, 배우:양형호)
- 《칼과 꽃》(SBS, 2013년~2013년, 배우:전진기)